# الیز کلوند-نایت
الیز کلوند-نایت (انگلیسی: Elise Kellond-Knight؛ زادهٔ ۱۰ اوت ۱۹۹۰) بازیکن فوتبال اهل استرالیا است.
از باشگاه‌هایی که در آن بازی کرده‌است می‌توان به بریزبن رور، باشگاه فوتبال ۱.اف‌اف‌سی توربین پوتسدام، و باشگاه فوتبال بریزبن رور اشاره کرد.
وی همچنین در تیم‌های ملی فوتبال Australia women's national under-20 soccer team و زنان استرالیا بازی کرده‌است.